# Guardia del corpo (film)
Guardia del corpo (The Bodyguard) è un film del 1992 diretto da Mick Jackson, con protagonisti Whitney Houston e Kevin Costner.
La sceneggiatura era stata in origine pensata da Lawrence Kasdan per un film con Steve McQueen e Diana Ross nel 1976.

## Trama
Frank Farmer, un ex agente della scorta presidenziale che si è dedicato alla ben più redditizia professione di guardia personale, viene contattato da Bill Devaney, manager della bella cantante e attrice Rachel Marron, per vigilare sull'incolumità della donna che riceve lettere minatorie da uno sconosciuto. Dapprima riluttante, Farmer si lascia convincere e cerca di rendere efficienti i sistemi di sicurezza assai precari che proteggono la principesca villa di Rachel e del figlio Fletcher. Ben presto Frank deve affrontare il carattere arrogante della donna e del suo addetto stampa e, dopo aver sottratto l'attrice agli esiti di una pericolosa apparizione in un locale sovraffollato, arriva alle vie di fatto con Tony, il corpulento guardaspalle. Convince Rachel a mantenere una condotta più prudente e la accompagna fuori a cena. I due, affascinati l'uno dall'altra, trascorrono la notte assieme.
Dopo l'incontro, Frank riprende a fatica il controllo, suscitando in Rachel un deciso risentimento che si concretizza a Miami: durante un gala di beneficenza, per ripicca nei confronti di Frank, Rachel finge di cedere alle attenzioni di Greg Portman, un ex agente del Secret Service, diventato collega di Frank. L'arrivo di una telefonata minatoria nel camerino di Rachel convince tutti del pericolo incombente: Frank decide così di portare Rachel, Fletcher e la sorella di Rachel, Nicki, nello chalet di suo padre, Herb Farmer, al Nord. In montagna Nicki cerca di sedurre Frank che garbatamente respinge le avances.
Anche qui però la vita di Rachel e della sua famiglia viene minacciata: dopo aver cercato di eliminare Fletcher durante una gita in barca, lo stalker misterioso uccide accidentalmente Nicki. Quest'ultima poco prima aveva confessato a Frank di essere stata proprio lei, colma di astio e di gelosia verso la sorella cantante di successo, ad aver assoldato l'uomo per farla uccidere. Tornati a Los Angeles per celebrare i funerali di Nicki, Rachel e Frank si preparano per affrontare l'impegno della notte degli Oscar; in quell'occasione ci sarà l'incontro fatale con il misterioso assassino, che si rivelerà essere proprio Greg Portman, il quale, nonostante la morte di Nicki, è comunque intenzionato a portare a termine ad ogni costo l'incarico ricevuto ed uccidere Rachel. Frank, in extremis, riesce a sventare l'attentato e avere la meglio su Portman rimanendo tuttavia gravemente ferito. Nel finale, Rachel e Frank si dirigono verso l'aereo privato che lei prenderà per riprendere la sua vita professionale liberamente; i due si scambiano un bacio appassionato.
Qualche tempo dopo Rachel esegue I Will Always Love You su un palco, mentre altrove Frank è ad una cena di gala dove sta tenendo d'occhio un senatore, il suo nuovo protetto.

## Produzione

### Sviluppo
Lo sceneggiatore Lawrence Kasdan terminò di scrivere la sceneggiatura del film già nel 1975, ma impiegò diversi anni prima di riuscire a trovare un regista o produttore disposto a comprare il suo lavoro: come avrebbe dichiarato lui stesso in seguito, il copione venne rifiutato da ben 67 produttori prima di essere realizzato. Alla fine, la sceneggiatura fu venduta per 20mila dollari a John Calley, che la modificò ampiamente nonostante Kasdan non volesse, e chiamò il regista inglese John Boorman per dirigere il tutto. Nel 1978 iniziarono le riprese del film, gli attori protagonisti erano il Premio Oscar Ryan O'Neal e la cantante di fama mondiale Diana Ross, la quale però abbandonò il progetto poco dopo: così il progetto non venne ripreso più per oltre 10 anni.
Dopo che Kasdan fece il suo debutto alla regia col film del 1981 Brivido caldo, già nel 1982 gli venne chiesto di dirigere anche Bodyguard, ma lui rifiutò, preferendo invece girare Il grande freddo, uscito nel 1983.

### Cast
Il protagonista maschile del film Kevin Costner lesse la sceneggiatura di Bodyguard sul set di un altro film girato da Kasdan, Silverado, e ne fu entusiasta, tanto che, oltre a entrare a far parte del cast, decise anche di produrlo assieme allo stesso Kasdan e a Jim Wilson. Più tardi, anche Whitney Houston accettò di far parte del cast, dopo che glielo chiese Kevin Costner stesso: fu la prima esperienza come attrice della cantante.

## Colonna sonora
The Bodyguard: Original Soundtrack Album è in assoluto la colonna sonora più venduta di tutti i tempi.
È stata certificata come doppio disco di diamante negli Stati Uniti (cioè oltre 20 milioni di copie vendute). Nel mondo le vendite hanno superato i 50 milioni di copie. Inoltre, la cover interpretata da Whitney Houston di I Will Always Love You è diventato il singolo più venduto nella storia da una cantante femminile nonché uno dei più venduti di sempre con oltre 24 milioni di copie nel mondo.
La colonna sonora conta anche altri successi come I'm Every Woman, Queen of the Night e I Have Nothing.
1. I Will Always Love You - Whitney Houston
2. I Have Nothing - Whitney Houston
3. I'm Every Woman - Whitney Houston
4. Run to You - Whitney Houston
5. Queen of the Night - Whitney Houston
6. Jesus Loves Me - Whitney Houston
7. Even If My Heart Would Break - Kenny G featuring Aaron Neville
8. Someday (I'm Coming Back) - Lisa Stansfield
9. It's Gonna Be a Lovely Day - The S.O.U.L. S.Y.S.T.E.M.
10. (What's So Funny 'Bout) Peace, Love and Understanding - Curtis Stigers
11. Waiting for You - Kenny G
12. Trust in Me - Joe Cocker featuring Sass Jordan
13. Theme from the Bodyguard - Alan Silvestri

## Distribuzione
Il film uscì nelle sale cinematografiche di Stati Uniti e Canada il 25 novembre 1992, mentre in Italia il 18 dicembre seguente e nel resto del mondo nel corso dello stesso mese.

## Accoglienza

### Incassi
Il film fu un successo mondiale e incassò 411.006.740 dollari a livello mondiale. Gran parte dell'incasso (289 milioni di dollari, circa il 70%) provenne da fuori degli Stati Uniti. Fu il secondo maggior successo dell'anno alle spalle di Aladdin, uscito nello stesso giorno di Bodyguard, il 25 novembre. In Italia, nella stagione 1992-93, si piazzò al terzo posto assoluto al box office, dopo La Bella e la Bestia e Basic Instinct.

### Critica
Guardia del corpo ricevette diversi elogi soprattutto per la sua colonna sonora, e fu subito adorato dal pubblico. Dalla critica arrivarono pareri misti.
Su Metacritic il film risultò insufficiente con un punteggio di 38 su 100. CinemaScore invece diede al film "B+" in una scala che va da A+ ad F.
Owen Gleiberman criticò il film e la recitazione dei protagonisti mentre Roger Ebert ha elogiato lo sviluppo della storia d'amore e la trama.
Anche a livello di premi e candidature troviamo un grosso contrasto, da una parte vincitore di BMI Film & TV Awards, Grammy award, Brit Award, NAACP ed MTV movies award. Oltre che candidato a due premi Oscar. Dall'altra parte però venne candidato anche per sette Razzie Awards.

## Edizione italiana
Il doppiaggio italiano del film venne eseguito negli stabilimenti della International Recording con le voci della C.D.C. e diretto da Manlio De Angelis, che ha curato anche l'adattamento dei dialoghi.

## Sequel, remake e musical

### Cancellazione del sequel e remake
Dato il grande successo del film, era in produzione un sequel con protagonista nientemeno che la principessa Diana, grande amica di Costner, che accettò il ruolo. La nobildonna ricevette il copione, già scritto, il 30 agosto del 1997, il giorno prima della sua morte ed il sequel venne cancellato. Nel 2012 venne invece annunciato il remake del film, in corso di scrittura. Il film del 2017 Come ti ammazzo il bodyguard è un riadattamento comico del film di Jackson.

### Adattamento come musicalThe Bodyguard
Dal 2005 al 2011 Alexander Dinelaris scrisse l'adattamento teatrale in forma di musical del film col titolo The Bodyguard. Il musical è stato annunciato pochi giorni dopo la morte della Houston, avvenuta l'11 febbraio 2012, con la l'anteprima prevista il 6 novembre 2012 presso il Teatro Adelphi di Londra e ha aperto ufficialmente il 5 dicembre 2012. Lo spettacolo è stato prodotto da Michael Harrison and David Ian, con la regia di Thea Sharrock, coreografie di Arthur Pita e scenografie e costumi di Tim Hatley. Nell'adattamento i brani originariamente cantanti da Whitney Houston sono stati rimaneggiati e adattati alla narrazione teatrale, su arrangiamenti e orchestrazioni di Chris Egan e adattamenti e arrangiamenti vocali di Mike Dixon.

## Riconoscimenti
- 1993 - Premi Oscar[18]
  - Candidatura per la miglior canzone originale (I have nothing e Run to you)
- Grammy Award
  - Canzone dell'anno a Whitney Houston (I Will Always Love You)
  - Album dell'anno a Whitney Houston
  - Candidatura alla miglior colonna sonora scritta per un film

- 1994 Vincitore BMI Film Music Award
  - Alan Silvestri

David Foster
- - 1994 Vincitore Most Performed Song from a Film

David Foster Linda Thompson
For the song "I Have Nothing".
- Brit Awards
  - Kevin Costner and Whitney Houston in Guardia del corpo (1992)

1994 Vincitore Brit
Best Soundtrack
- Image Awards (NAACP)
  - Whitney Houston

1994 Candidato Image Award
Outstanding Lead Actress in a Motion Picture
Whitney Houston
- - MTV Movie + TV Awards
- 1993 Candidato MTV Movie Award

Best Movie
- 1993 Vincitore MTV Movie Award
- Best Movie - Europe
- 1993 Candidato MTV Movie Award

Best Female Performance
Whitney Houston
- 1993 Candidato MTV Movie Award
- Best Male Performance

Kevin Costner
- 1993 Candidato MTV Movie Award
- Best Breakthrough Performance

Whitney Houston
- 1993 Candidato MTV Movie Award

Most Desirable Male
Kevin Costner
- 1993 Candidato MTV Movie Award
- Best On-Screen Duo

Kevin Costner Whitney Houston
- 1993 Vincitore MTV Movie Award

Best Movie Song
Whitney Houston
For the song: "I Will Always Love You".